# グリーンアンモニア
グリーンアンモニア（英: Green Ammonia）とは生成過程で二酸化炭素を排出しないアンモニアを指す。
具体的には、再生可能エネルギーによって発電した電力を用いて水を電気分解して水素を製造し、その水素と空気中の窒素を合成させ、アンモニアを生成する。従来のアンモニア製造（グレーアンモニア）では天然ガスなどの化石燃料を使用し、二酸化炭素が大量に排出されるのに対し、グリーンアンモニアはCO₂を排出しない、または極めて少ない持続可能な方法で製造されるため、脱炭素社会の実現に貢献する重要な技術とされている。
また、それに似たものとしてブルーアンモニア（英: Blue Ammonia）も存在する。それについても後述する。

## 概要
アンモニアを生成するためには、水素と窒素を用意しなければならない。しかし従来のアンモニアの生成方法は化石燃料から水素を取り出すため、大量の二酸化炭素を排出してしまう。
一方、グリーンアンモニアの生成方法では、再生可能エネルギー発電設備で水を電気分解し、水素と酸素に分解する。電気分解によって取り出した水素は、ハーバー・ボッシュ法によって窒素と反応させる。そうすると、化石燃料なしにアンモニアを合成できるため、一連の過程における二酸化炭素の排出を0gにすることができる。地球温暖化が進む中でこの方法は二酸化炭素排出量の削減効果を期待されている。

## 生成工程
グリーンアンモニアの生成では主に水素化学反応とハーバーボッシュ法を使う。理屈自体は従来のアンモニアと同様だが、原料とエネルギー源がクリーンである点が異なる。

### 水素化学反応
アンモニアは、水素と窒素から合成されるが、水素の由来によって「グリーンアンモニア」や「ブルーアンモニア」、「グレーアンモニア」に分類される。

#### グレーアンモニア（従来の方法）（水蒸気改質、水性ガスシフト反応）
原料：天然ガス（メタン CH4）、化石燃料
反応：{\displaystyle {\ce {CH4 +H2O-> 3H2 + CO}}}
　　　{\displaystyle {\ce {CO + H2O->H2 + CO2}}}
排出ガス：副産物として二酸化炭素を大量に排出する。これにより合成されたアンモニアは「グレーアンモニア」と呼ばれる。

#### ブルーアンモニア（水蒸気改質）
原料：天然ガス（メタン CH₄）
反応：{\displaystyle {\ce {CH4 +H2O-> 3H2 + CO}}}
　　　{\displaystyle {\ce {CO + H2O -> H2 + CO2}}}
排出ガス：二酸化炭素が発生するが、CCS・CCUS（二酸化炭素回収・貯留技術）を用いることで排出量を相殺できる。これにより合成されたアンモニアは「ブルーアンモニア」と呼ばれる。

#### グリーンアンモニア（電気分解）
原料：水（H₂O）と太陽光や風力などの再生可能エネルギー電力
反応：{\displaystyle {\ce {2H2O -> 2H2 + O2}}}（電気分解）
排出ガス：なし（CO2ゼロ）   この方法で生成される「グリーン水素」を使用したアンモニアは「グリーンアンモニア」と呼ばれる。

### アンモニア合成反応
得られた水素（H2）と空気から分離した窒素（N2）を使用し、ハーバー・ボッシュ法により高温高圧下で反応を起こす。
{\displaystyle {\ce {3H2 + N2 -> 2NH3}}}
そうするとアンモニアを合成できる。このプロセスは現在でも世界の肥料・燃料・化学工業で広く使われている。
窒素は空気から取り出されるが、冷却→液化→蒸留などの工程を経ることによって、純度の高い窒素が得られる。

## 主な利用用途
- 肥料：農業用肥料の原料としてそのまま使用する[7]。
- エネルギーキャリア：水素の貯蔵・輸送手段として有望視されるほか、アンモニアそのものもエネルギーキャリアとして、燃料電池や火力発電での利用が期待される[11]。
- 燃料：直接燃焼によるエネルギー利用も研究されており、船舶や発電所などでの実証実験が進行中。JERA・IHI・三菱商事などが参画する実証プロジェクトでは、愛知県の碧南火力発電所で20%アンモニア混焼の実証試験が進行中である[12]。

### 再生可能エネルギーのバックアップ電源
再生可能エネルギーの導入拡大に伴い、太陽光や風力発電の不規則な発電に対応することが重要な課題となっている。この課題に対処するため、グリーンアンモニアがバックアップ用電力燃料として注目されている。グリーンアンモニアは、再生可能エネルギーで生成された水素と大気中の窒素から合成され、発電所で燃焼または化学的に利用されることによって、エネルギー供給の安定化に貢献する。
例えば、チリでは、再生可能エネルギーを利用してグリーンアンモニアを製造し、バックアップ電源として活用するためのサプライチェーンの実現可能性についての調査が行われている。この調査では、太陽光発電と風力発電を組み合わせ、変動する再生可能エネルギーの出力を補完するためにグリーンアンモニアを使用することが有効であるとされている。
この事例から、グリーンアンモニアは再生可能エネルギーのバックアップ電源としての有望な選択肢であることが示されており、技術の進展とともに、今後より多くの地域での導入が期待されている。

## 環境的意義
グリーンアンモニアは、製造過程で二酸化炭素を排出しないため、気候変動対策の一環として注目されている。また、液体での貯蔵が可能で、長距離輸送にも適していることから、国際的なエネルギー輸送にも貢献するとされる。
一方で、アンモニアの環境面での懸念としては、燃焼時に窒素酸化物（NOx）が発生する可能性があり、その低減技術の確立が課題とされている。

## 経済的側面
グリーンアンモニアは、現時点では従来のアンモニア（グレーアンモニア）よりも生産コストが高いとされている。特にグリーン水素の生成にかかる電力コストが大きな要因である。ただし、再生可能エネルギーの普及と技術革新により、将来的にはコスト競争力が高まると予測されている。経済産業省では将来的には3円/kWhでアンモニアを製造できると試算しているが、発電時の損失、火力発電所の改修コストを考えると現時点での最終的な発電コストは23.5円/kWhとしている。

## 技術的課題
グリーンアンモニアの普及には、以下のような課題が存在する。
輸送・貯蔵インフラの整備
アンモニアは有毒・腐食性のある物質であるため、専用の設備が必要。また、可燃性は低いものの爆発の危険性も考慮しなければならない。
窒素酸化物（NOx）、亜酸化窒素（N2O）の排出
アンモニアであれば燃焼しても二酸化炭素は排出しないものの、代わりに亜酸化窒素を含む窒素酸化物を排出してしまう。これはアンモニア内の窒素と空気中の酸素が反応して生じる化合物で、光化学スモッグや酸性雨の原因になる。亜酸化窒素（窒素酸化物）は温室効果ガスの一種であり、二酸化炭素以上にオゾン層の破壊効果を持っている。
しかし、戦略的イノベーション創造プログラムでは、アンモニアを20％混焼しても石炭の専焼と同程度にNOx値を制御可能であることが証明されたため、ある程度の排出量制御はできると考えられている。

## 国際連携と今後の展望
グリーンアンモニアは、2050年までのカーボンニュートラル実現に向けた重要な選択肢とされ、さまざまな国家・企業が投資を進めている。特に以下の分野での活用が期待されている。
火力発電所でのアンモニア混焼・専焼
既存の石炭火力に20%までのアンモニア混焼が技術的に可能とされており、将来的には100%専焼も視野に入れている。
海運業での船舶燃料
国際海運機関（IMO）の排出規制により、代替燃料の需要が高まる中、グリーンアンモニアは有力な候補とされる。
水素社会の実現への架け橋
水素に比べて取り扱いやすく、既存のLPGガスインフラを一部流用可能なため、水素社会へ移行する過渡期のエネルギーキャリアとして期待されている。

### 世界の動向
- 日本

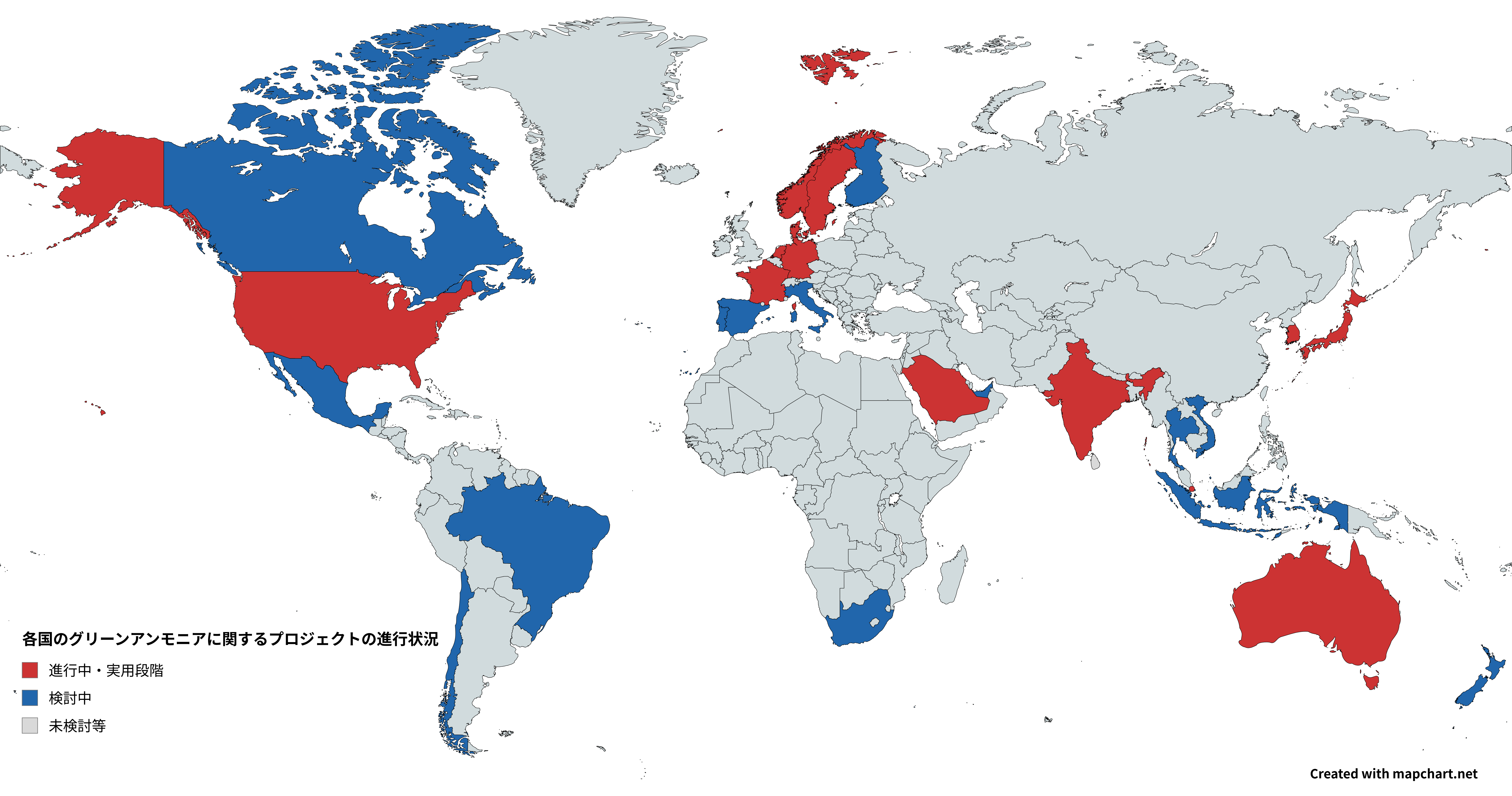
各国のグリーンアンモニアの政策進行状況を色分けで表したもの。

日本は、グリーンアンモニアの安定供給を確保するため、再エネ資源の豊富な国々（オーストラリア、サウジアラビア、UAEなど）との協力を推進しており、将来的には、アンモニアを用いた国際的な水素サプライチェーンの構築が期待されている。経済産業省が策定したグリーン成長戦略において、アンモニアが水素エネルギーと並ぶ重要な次世代燃料とされ、火力発電での混焼実験が行われている。2023年には日本政府が主導するアジア・ゼロエミッション共同体（AZEC）において、アンモニアの供給網整備が主要テーマとして扱われ、域内での標準化やインフラ整備の促進が議論された。
- ドイツ

国家水素戦略を策定し、国内再生可能エネルギー水素製造能力の目標を設定。国内の水素技術の市場創出に70億ユーロ、国際パートナーシップ構築に20億ユーロの助成を予定。 水の電気分解による水素製造設備事業での再エネ負担金を免除。加えて、再エネ由来水素等の大規模輸入に向けたサプライチェーン構築事業を実施予定。アンモニアをエネルギーキャリアとした水素パイプラインや水素輸入ターミナルの整備も進められている。
- ベトナム

ベトナムは豊富な再生可能エネルギー資源を有し、グリーン水素およびグリーンアンモニア産業における主要なプレーヤーとしての地位を確立している。豊富な再エネ資源を活かして、グリーンアンモニアの発電・利用が進められている。
- オーストラリア・中東

太陽光や風力の豊富な地域では、グリーンアンモニアの大規模生産・輸出拠点の整備が進められている。
- チリ

チリでは、設備利用率が高く安価な再生可能エネルギーを利用してグリーンアンモニアを製造し、バックアップ電源として活用するためのサプライチェーンの実現可能性についての調査が行われている。。

### 主要な国際的プロジェクト
ネオム（NEOM）（サウジアラビア）
未来型都市構想「ネオム」プロジェクトの一環として、世界最大規模となるグリーン水素・グリーンアンモニア製造プラントの建設が進められている。この施設では、太陽光発電および風力発電によって得た電力を利用し、水の電気分解によって生成された水素をもとにグリーンアンモニアを生産する予定であり、完成後は年間120万トンのグリーンアンモニアの生産を目指している。
Asian Renewable Energy Hub（オーストラリア）
オーストラリアでは、Asian Renewable Energy Hub（AREH）と呼ばれる大規模再生可能エネルギープロジェクトが進行しており、その一環として、日本および韓国市場向けにグリーン水素およびグリーンアンモニアを供給する計画が立てられている。本プロジェクトでは、西オーストラリア州の広大な土地において大規模な太陽光および風力発電施設を建設し、得られた電力を用いて水の電気分解を行い、アジア地域へのエネルギー輸出を実現することを目指している。
RePowerEU計画（EU）
欧州連合（EU）は、2022年にRePowerEU計画を策定し、エネルギーの自立と脱ロシア依存を目指す中で、グリーンアンモニアを含む再生可能エネルギー由来燃料の普及促進を重要施策の一つと位置づけた。本計画では、EUでの再生可能エネルギー生産拡大に加え、北アフリカ、中東などの再エネ資源国からのグリーン水素やグリーンアンモニアの輸入網を構築する方針が示されている。
Hydrohen Shotイニシアティブ（アメリカ合衆国）
アメリカ合衆国では、エネルギー省（DOE）が主導するHydrogen Shotイニシアティブにおいて、グリーン水素のコストを2030年までに1米ドル/kgまで削減する目標を掲げている。この中で、グリーンアンモニアは水素キャリアとしての役割が期待されており、国内製造拠点の整備やサプライチェーン強化に向けた公的支援策が打ち出されている。さらに、国家クリーン水素戦略・ロードマップにおいても、アンモニアを利用した水素輸送・貯蔵技術の重要性が強調されている。
日本と関係のあるプロジェクトだと、マレーシア、UAE、ノルウェー、シンガポール、南アフリカなどと民間企業が協力して開発した例がある。

## 社会受容性と安全性

### 社会受容性
アンモニアは一般に「肥料原料」として知られているが、燃料としての使用にはまだ社会的認知が十分ではない。特に以下のような点で社会的受容性が問われる。
- 燃料としての利点（CO₂排出ゼロ）とリスク（毒性・臭気）に対する理解の促進
- 地域住民との対話、説明会の実施による信頼構築

### 安全性
アンモニアは可燃性は低いが毒性と腐食性を持つため、以下のような安全対策が不可欠である。
- 漏洩検知装置の設置、万一の拡散シミュレーション
- 耐腐食性パイプやタンクの使用
- 作業者への専門的な訓練

日本では、消防法や化学物質取扱規制の下で、燃料アンモニアの導入に向けた法整備とガイドライン策定が進められている。

## 各種アンモニアの比較
（出典：）
| 比較項目                     | グレーアンモニア                  | ブルーアンモニア                          | グリーンアンモニア                     |
| ---------------------------- | --------------------------------- | ----------------------------------------- | -------------------------------------- |
| 原料                         | 天然ガス                          | 天然ガス（CCS付き）                       | 水（H₂O）＋再生可能エネルギー          |
| 水素製造方法                 | 水蒸気改質（SMR）                 | 水蒸気改質＋CO₂回収・貯留（CCS）          | 電気分解（Electrolysis）               |
| CO₂排出量（生産時）          | 高い（2.5〜3 t-CO₂/トン-NH₃）     | 中程度（回収後は0.3〜0.5 t-CO₂/トン-NH₃） | 実質ゼロ                               |
| 水素製造コスト（目安）       | 約 1〜2 米ドル/kg-H₂              | 約 2〜3 米ドル/kg-H₂                      | 約 4〜6 米ドル/kg-H₂                   |
| アンモニア製造コスト（目安） | 約 200〜300 米ドル/トン-NH₃       | 約 300〜400 米ドル/トン-NH₃               | 約 500〜700 米ドル/トン-NH₃            |
| 使用する電力源               | 化石燃料                          | 化石燃料＋CO₂回収技術                     | 再生可能エネルギー                     |
| コスト低下の見通し           | あまりない（石油燃料価格次第）    | CCS普及で若干低下                         | 再エネ・電解装置価格低下で大幅低下可能 |
| 主な課題                     | CO₂排出量が多く脱炭素時代に不適合 | CCSのコスト・信頼性                       | 再エネ安定供給、電解技術コスト         |
| 目標価格（2030年頃予測）     | 現状維持か炭素税影響でコスト増    | 約 250〜300 米ドル/トン-NH₃               | 約 300〜400 米ドル/トン-NH₃            |